# Les Valls de Valira
Les Valls de Valira és un municipi a la comarca de l'Alt Urgell. És el segon municipi més extens de l'Alt Urgell i el més septentrional, constituït el 1970 amb la fusió dels termes d'Anserall, Ars, Bescaran i Civís. El cap del municipi és a Anserall. Comprèn set entitats municipals descentralitzades: Arcavell i la Farga de Moles, Ars, Asnurri, Bescaran, Civís, Os de Civís i Sant Joan Fumat.
El terme tradicional d'Anserall tenia una extensió de 21,2 km², fins que el 1970 li foren annexats els municipis d'Ars (35,3 km²), Civís (63,5 km²), Arcavell (17,5 km²) i Bescaran (33,76 km²). Rebé el nom oficial de les Valls de Valira, nom que es correspon amb la morfologia del nou terme, excepte pel que fa a les terres de Bescaran, que no pertanyen a la conca hidrogràfica de la Valira sinó a la del Segre. Limita al nord amb Andorra.
A la zona que hom anomena els Baixos de Calbinyà s'han format —per influència i proximitat de la Seu d'Urgell— unes noves barriades, que en part pertanyen a la Seu i en part a Anserall: el raval del Poble Sec, el barri de Sant Pere i la urbanització de Sant Antoni i els Baixos de Calbinyà, que el 2001 tenien 116 h, 44 h, 46 h i 92 h respectivament.

## Geografia
- Llista de topònims de les Valls de Valira (Orografia: muntanyes, serres, collades, indrets..; hidrografia: rius, fonts...; edificis: cases, masies, esglésies, etc.).

| Entitat de població | Habitants (2023) |
| Baixos de Calbinyà  | 202              |
| Anserall            | 102              |
| Os de Civís         | 74               |
| Bescaran            | 71               |
| Barri de Sant Pere  | 67               |
| Calbinyà            | 61               |
| Sant Antoni         | 44               |
| Arcavell            | 33               |
| Civís               | 33               |
| Sant Joan Fumat     | 32               |
| Ars                 | 29               |
| Argolell            | 26               |
| Asnurri             | 17               |
| Arduix              | 5                |
| la Farga de Moles   | 3                |
| Font: Idescat       |                  |

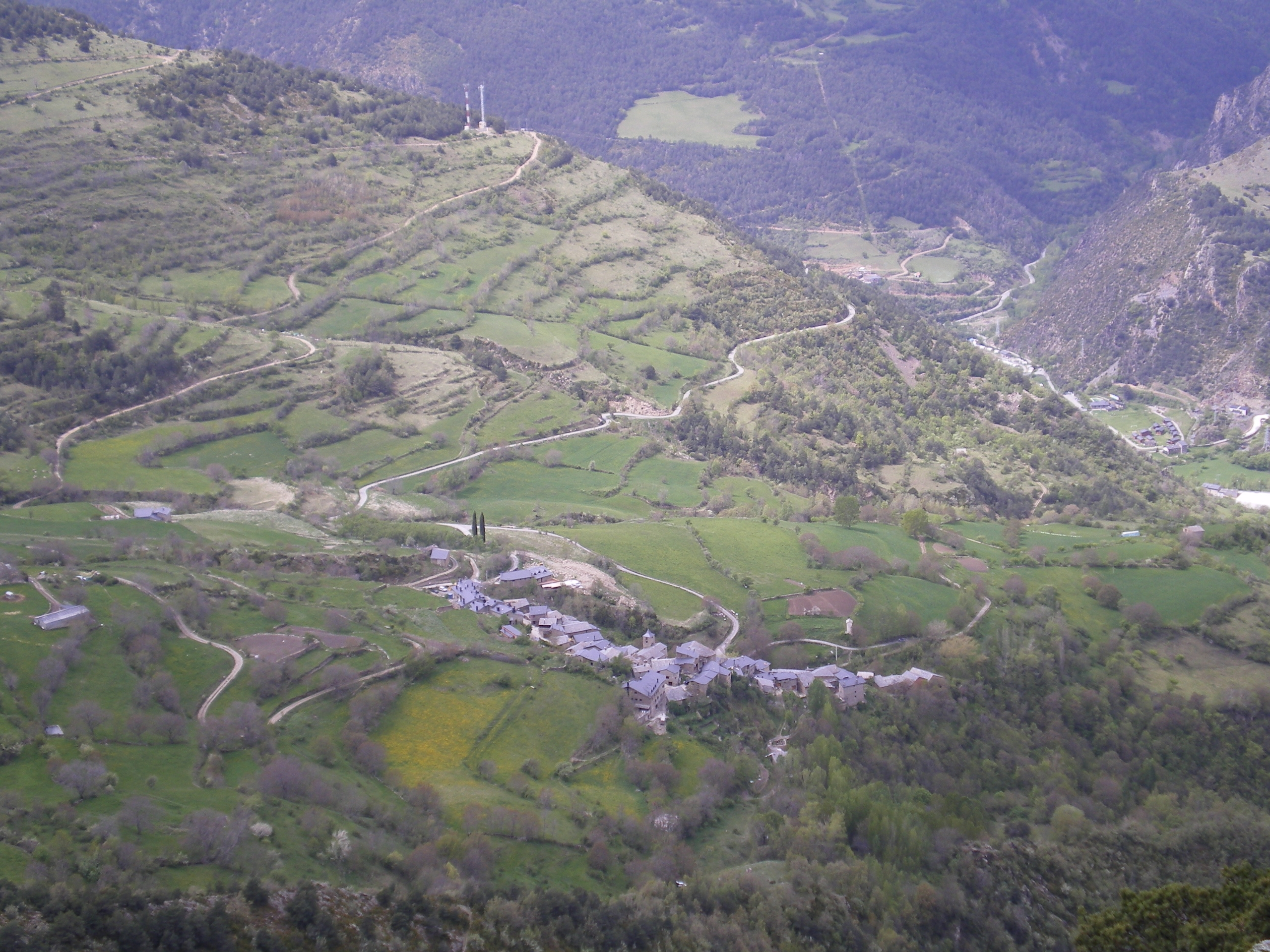
Arcavell, una de les entitats municipals de Les Valls de Valira

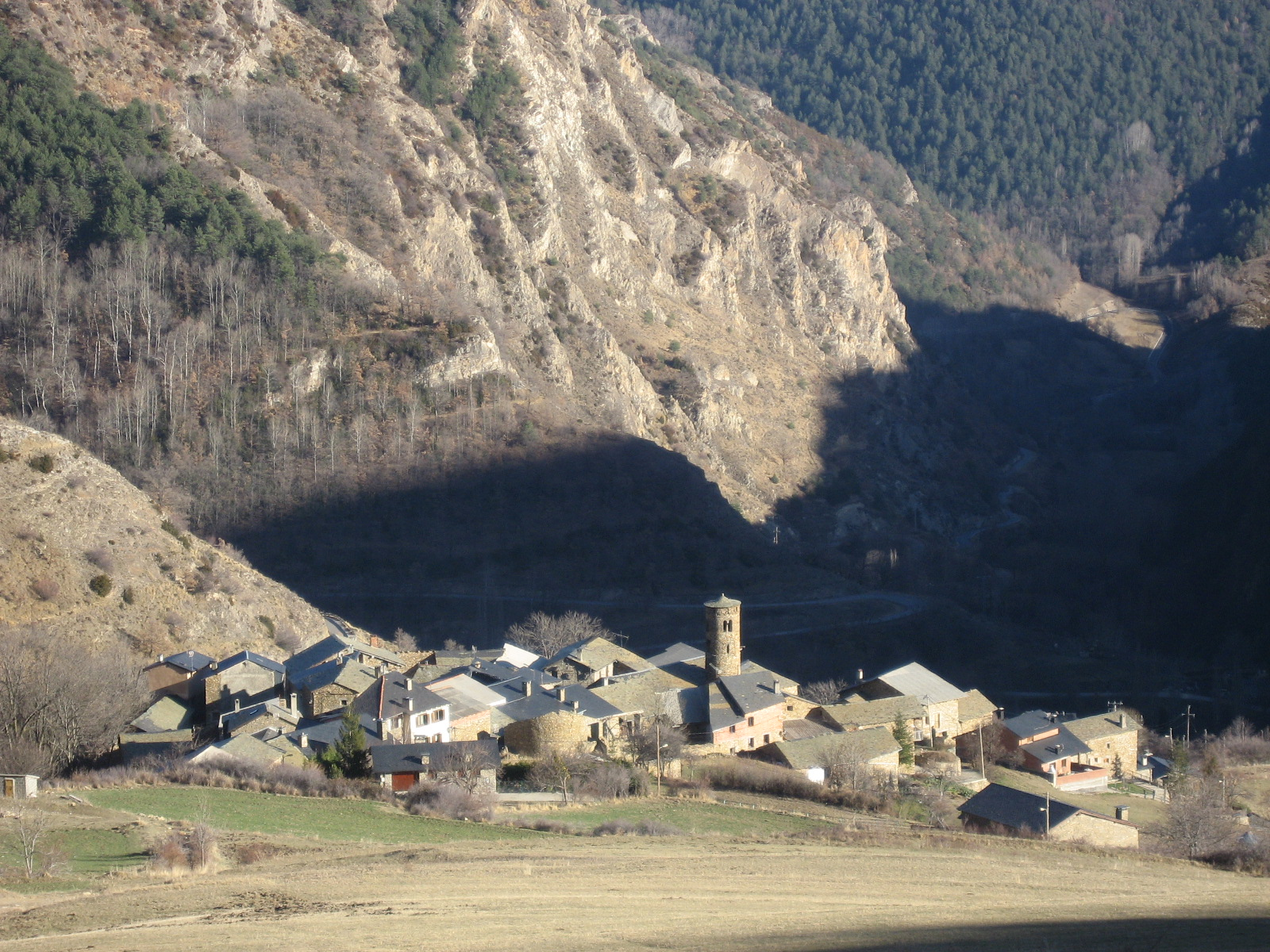
Ars (Les Valls de Valira)

El municipi, el segon més gran en extensió de tota la comarca, és el més septentrional de l'Alt Urgell. Les terres del que fou el municipi d'Anserall són al nord de la Seu d'Urgell; s'estenen a banda i banda de la Valira i per migdia arriben gairebé a tocar del Segre, al límit amb el terme municipal de la Seu. L'antic terme d'Arcavell és situat a la part de tramuntana de la comarca, al límit amb Andorra; el terme d'Ars és també a la part de tramuntana, vora el límit amb Andorra i a frec del Pallars Sobirà.
El terme tradicional de Civís comprèn tres parts diferenciades: la meridional, a la vall de Sant Joan Fumat, la septentrional, drenada pel riu d'Aós, i la de ponent, a la capçalera del Romadriu o riu de Santa Magdalena, aquesta del vessant pallarès. El terme tradicional de Bescaran és situat al nord-est, al límit amb Andorra i amb la Baixa Cerdanya. És l'única vall de l'actual municipi que no desguassa a la Valira, ja que comprèn la vall alta del riu de Bescaran, afluent de capçalera del Segre que neix sota el Port Negre.
El municipi limita al sud amb els termes de Montferrer i Castellbò (que s'estén també pel sector ponentí), la Seu d'Urgell i Estamariu; a l'est termeneja amb el Pont de Bar i Lles de Cerdanya (Baixa Cerdanya), al nord-oest amb Alins de Vallferrera i Farrera, ambdós del Pallars Sobirà, i al nord amb Andorra.
Excepte el fons de les valls principals, com la Valira, el terme és molt accidentat.

## Demografia
| 1497 f | 1515 f | 1553 f | 1717 | 1787  | 1857  | 1877  | 1887  | 1900  | 1910  |
| ------ | ------ | ------ | ---- | ----- | ----- | ----- | ----- | ----- | ----- |
| 99     | 127    | 134    | 779  | 1.128 | 2.190 | 1.997 | 1.575 | 1.490 | 1.537 |

| 1920  | 1930  | 1940  | 1950  | 1960  | 1970 | 1981 | 1990 | 1992 | 1994 |
| ----- | ----- | ----- | ----- | ----- | ---- | ---- | ---- | ---- | ---- |
| 1.518 | 1.446 | 1.147 | 1.111 | 1.075 | 836  | 765  | 759  | 821  | 821  |

| 1996 | 1998 | 2000 | 2002 | 2004 | 2006 | 2008 | 2010 | 2012 | 2014 |
| ---- | ---- | ---- | ---- | ---- | ---- | ---- | ---- | ---- | ---- |
| 748  | 736  | 757  | 803  | 780  | 744  | 861  | 826  | 948  | 849  |

| 2016 | 2018 | 2020 | 2022 | 2024 | 2026 | 2028 | 2030 | 2032 | 2034 |
| ---- | ---- | ---- | ---- | ---- | ---- | ---- | ---- | ---- | ---- |
| 817  | 803  | 784  | 794  | 810  | -    | -    | -    | -    | -    |

Els censos anteriors al 1970 són la suma dels antics municipis d'Anserall, Arcavell, Ars, Bescaran i Civís.

## Refugis
- Refugi de Coll de Midós
- Refugi del Ras de Conques

## Llocs d'interès
- Museu del Pagès i d'art Contemporani de Calbinyà, al poble de Calbinyà, més concretament a la casa pairal de Cal Serni.[1][2]